# San Paolo Primo Eremita
San Paolo Primo Eremita ou Igreja de São Paulo, o Primeiro Eremita foi uma igreja de Roma, Itália, localizada no rione Monti, na via Agostino Depretis. Era dedicada a São Paulo de Tebas.

## História
Foi construída em 1775 com base num projeto de Clemente Orlandi sobre uma igreja mais antiga, de origem incerta, dedicada ao mesmo santo. Perto da igreja estava um mosteiro de eremitas da Ordem de São Paulo, o Primeiro Eremita, de nacionalidade húngara e polonesa, que compraram o local dos monges cistercienses de Santa Pudenziana para construir uma igreja, que depois foi concedida pelo papa Pio VI ao conservatório da Santíssima Trindade.
A fachada é côncava e se destaca por um pequeno pórtico convexo no qual estão estátuas de dois leões e de um corvo, símbolos do santo, que originalmente seguravam originalmente uma palmeira, substituída pelo emblema da Casa de Saboia em 1873, quando a igreja foi desconsagrada.
Antonio Nibby descreveu assim o interior desta igreja:
| “ | O interior segue uma planta em cruz grega, com um conjunto de colunas e pilastras circundado a cúpula: as abóbadas são decoradas com estuque e, sobre o altar-mor, está uma estátua de São Paulo, o Primeiro Eremita, representado como se ele estivesse numa caverna, iluminado por uma janela fora do campo de visão dos espectadores. | ” |
|   | — Antonio Nibby. |   |